# Chu dao gui jing
Chū dào guì jìng (chiń. trad. 初到貴境) – hongkoński film akcji z 1990 roku w reżyserii Lau Kar-winga.
Film zarobił 1 994 373 dolarów hongkońskich w Hongkongu.

## Obsada
Źródło: Filmweb

- Jackie Chan – inspektor
- Eddie Maher – Eddie
- Lau Kar-leung – wujek
- Moon Lee – Siu-Fung
- Sophia Crawford – Miss So
- Chin Siu-ho – Chi-Ho
- Chi Yeung Wong – młody
- Andy Cheng – instruktor Taekwondo
- Kwok Leung Cheung
- Gong Chu
- Kar-Sing Lee – Chi-Shing
- Man Ming Wong